# Koritnigita
La koritnigita és un mineral de la classe dels fosfats, que pertany i dona nom al grup de la koritnigita. Rep el nom en honor del professor Sigmund Koritnig (12 de desembre de 1912 - 26 de març de 1994), petròleg de la Universitat de Göttingen.

## Característiques
La koritnigita és un arsenat de fórmula química Zn(AsO₃OH)(H₂O). Cristal·litza en el sistema triclínic. La seva duresa a l'escala de Mohs és 2.
Segons la classificació de Nickel-Strunz, la koritnigita pertany a «08.CB - Fosfats sense anions addicionals, amb H₂O, només amb cations de mida mitjana, RO₄:H₂O = 1:1» juntament amb els següents minerals: serrabrancaïta, hureaulita, sainfeldita, vil·lyael·lenita, nyholmita, miguelromeroïta, fluckita, krautita, cobaltkoritnigita, yvonita, geminita, schubnelita, radovanita, kazakhstanita, kolovratita, irhtemita i burgessita.

## Formació i jaciments
Va ser descoberta a la mina Tsumeb, situada a la localitat de Tsumeb, dins la regió d'Otjikoto (Namíbia). També ha estat descrita a Xile, la República Txeca, Alemanya, Grècia, Itàlia i el Japó.